# Seznam kulturních památek v Dolním Třeboníně
Tento seznam nemovitých kulturních památek v obci Dolní Třebonín v okrese Český Krumlov vychází z  Ústředního seznamu kulturních památek ČR, který na základě zákona č. 20/1987 Sb., o státní památkové péči, vede Národní památkový ústav jako ústřední organizace státní památkové péče. Údaje jsou průběžně upřesňovány, přesto mohou obsahovat i řadu věcných a formálních chyb a nepřesností či být neaktuální. 
Pokud byly některé části dotčeného území vyčleněny do samostatných seznamů, měly by být odkazy na tyto dílčí seznamy uvedeny v úvodu tohoto seznamu nebo v úvodu příslušné sekce seznamu.

## Horní Třebonín
|  |  | Hledat fotografie a kategorie ve Wikimedia Commons podle rejstříkového čísla památky | Nahrát snímek k tomuto tématu do úložiště Wikimedia Commons |  |

|  | Kategorie „Chapel of Virgin Mary (Horní Třebonín) “ na Wikimedia Commons | Hledat fotografie a kategorie ve Wikimedia Commons podle rejstříkového čísla památky | Nahrát snímek k tomuto tématu do úložiště Wikimedia Commons |  |

|  |  | Hledat fotografie a kategorie ve Wikimedia Commons podle rejstříkového čísla památky | Nahrát snímek k tomuto tématu do úložiště Wikimedia Commons |  |

|  |  | Hledat fotografie a kategorie ve Wikimedia Commons podle rejstříkového čísla památky | Nahrát snímek k tomuto tématu do úložiště Wikimedia Commons |  |

## Dolní Svince
| Památka                                                | Fotografie        | Rejstříkové číslo v ÚSKP                                                             | Sídelní útvar                                               | Poloha | Popis a poznámky |
| ------------------------------------------------------ | ----------------- | ------------------------------------------------------------------------------------ | ----------------------------------------------------------- | --- | --- |
| Násep koněspřežné dráhy s klenutým mostkem (Q37431080) | \| \| \| \| \| \| | 86057/3-1472 Pam. katalog MIS                                                        | Dolní Svince                                                | na km 100,779 a 100,675 současné trati, Dolní Svince pp. 693/1, Krasejovka pp. 968/1 48°51′49,69″ s. š., 14°25′56,46″ v. d. | Železniční trať koněspřežná dráha - násep s klenutým mostkem. Úsek náspu s mostkem o dochované délce 104 m, vybudovaný v letech 1825–1826 jako součást koněspřežní dráhy, situovaný východně vedle nynější železniční trati mezi km 100,779 a 100,675, západně od obce Krasejovka, severně od obce Dolní Svince. Násep začíná na km 100,779 v k. ú. Krasejovka a přechází katastrální hranici do Dolního Svince. Zde na km 100,676 prochází náspem klenutý mostek, který přemosťuje a převádí náspem vodoteč, vytékající z rybníka Děkanec a vtékající do Svinenského potoka. Mostek o šířce 3,85 m je konstruován jako kamenný, kolmý, s křídly. Vyzděn je z drobného lomového kamene na maltu vápennou, v současné době bez omítky, ta se dochovala téměř v celé ploše podhledu klenby, mostek byl původně omítnut celý. Mostní otvor o světlosti 2,85 m je završen polokruhovou klenbou s dimenzí 45 až 60 cm, s vodorovnou vrcholnicí, jež se nachází 205 cm nad úrovní dna koryta. Koruna mostku je zatravněna. K mostku z obou stran přiléhají kamenná křídla, na jihozápadní vtokové straně o délkách 1,30 a 3,40 m, na severovýchodní o délkách 2,60 a 2,90 m. Jižně od mostku násep po patnácti metrech končí. Nedaleko mostku, na km 100,595, se dochoval původní hraniční kámen. · Poznámka: Původně zapsáno pod názvem „viadukt, 2x násep, 2x zářez, viadukt“. Z důvodu umístění ve dvou okresech byly památce přidělena dvě rejstříková čísla – 86057/3-1472 pro část v k.ú. Krasejovka, okres České Budějovice, a 86059/3-1473 (Pk•MIS•Sez•Obr•WD) pro část v k.ú. Dolní Třebonín, okres Český Krumlov. · Památkově chráněno od roku 1963. |
|                                                        |                   | Hledat fotografie a kategorie ve Wikimedia Commons podle rejstříkového čísla památky | Nahrát snímek k tomuto tématu do úložiště Wikimedia Commons | | |

## Štěkře
|  |  | Hledat fotografie a kategorie ve Wikimedia Commons podle rejstříkového čísla památky | Nahrát snímek k tomuto tématu do úložiště Wikimedia Commons |  |

|  |  | Hledat fotografie a kategorie ve Wikimedia Commons podle rejstříkového čísla památky | Nahrát snímek k tomuto tématu do úložiště Wikimedia Commons |  |

|  |  | Hledat fotografie a kategorie ve Wikimedia Commons podle rejstříkového čísla památky | Nahrát snímek k tomuto tématu do úložiště Wikimedia Commons |  |

## Záluží
| Památka               | Fotografie        | Rejstříkové číslo v ÚSKP                                                             | Sídelní útvar                                               | Poloha                                                          | Popis a poznámky |
| --------------------- | ----------------- | ------------------------------------------------------------------------------------ | ----------------------------------------------------------- | --------------------------------------------------------------- | --- |
| Boží muka (Q38229379) | \| \| \| \| \| \| | 45049/3-1500 Pam. katalog MIS                                                        | Záluží                                                      | směr Čertyně, pp. 1430/3 48°52′31,64″ s. š., 14°22′58,35″ v. d. | Typický představitel rožmberských božích muk – na podstavci, patce a dříku vysoký hranolový podstavec, patka na čtvercové základně a vysoké drápky, zdobící okosení hran, nahoře shodně se opakující přechod do čtvercového průřezu. · Památkově chráněno od roku 1963. |
|                       |                   | Hledat fotografie a kategorie ve Wikimedia Commons podle rejstříkového čísla památky | Nahrát snímek k tomuto tématu do úložiště Wikimedia Commons |                                                                 | |

## Čertyně
|  |  | Hledat fotografie a kategorie ve Wikimedia Commons podle rejstříkového čísla památky | Nahrát snímek k tomuto tématu do úložiště Wikimedia Commons |  |

|  |  | Hledat fotografie a kategorie ve Wikimedia Commons podle rejstříkového čísla památky | Nahrát snímek k tomuto tématu do úložiště Wikimedia Commons |  |

|  |  | Hledat fotografie a kategorie ve Wikimedia Commons podle rejstříkového čísla památky | Nahrát snímek k tomuto tématu do úložiště Wikimedia Commons |  |

|  | Kategorie „Column shrine in Čertyně “ na Wikimedia Commons | Hledat fotografie a kategorie ve Wikimedia Commons podle rejstříkového čísla památky | Nahrát snímek k tomuto tématu do úložiště Wikimedia Commons |  |